# North Queensland Stadium
 (avril 2025).
Le North Queensland Stadium ou stade du North Queensland est un stade principalement consacré au rugby à XIII, situé à South Townsville, dans le Queensland en Australie.
Il est construit en 2020. La capacité normale du stade est de 25 000 places assises.
Le stade est l'hôte de l'équipe de rugby à XIII des Cowboys de North Queensland disputant la National Rugby League.

## Évènements
- Coupe du monde de rugby à XV 2027